# Liian kaukana
Liian kaukana è il quarto singolo estratto dall'album di debutto Silmät sydämeeni della cantante finlandese Kristiina Brask. È stato pubblicato nell'agosto 2008.